# Втора испанска република
Втората испанска република (на испански: Segunda República Española) е вторият случай в историята на Испания, когато формата на държавно управление се променя след избори. Първият е през 1873 – 1874 г. — Първата испанска република.

## История
Втората испанска република започва своето съществуване на 14 април 1931 г., когато крал Алфонсо XIII напуска страната след победата на републиканците на местните и общинските избори. Заминаването на монарха води до сформирането на временно правителство начело с Нисето Алкала Самора и до свикването на Кортесите за изработване на нова конституция, приета на 9 декември същата година.
Първият президент (1931 – 1936 г.) на републиката е Нисето Алкала Самора. По време на неговото управление Баския и Каталония обявяват независимост, но не получават веднага дори желаната автономия. Скандалът Страперло срива доверието в центристките републикански партии и предизвиква политическа поляризация.
Десницата печели новите избори на 19 ноември 1933 г. Официално тя се ръководи от центристкия радикал Алехандро Лерукс, но разчита главно на парламентарната подкрепа на Испанската конфедерация на независимата десница (ИКНД) начело с Хосе Мария Хил Роблес, имаща разнообразен състав — от християндемократи до фашисти. Когато в кабинета влизат трима министри от ИКНД на 1 октомври 1934 г., в Астурия и Каталония избухват въстания на социалисти и анархисти.
Обединяването на левите партии в т.нар. Народен фронт им позволява да се върнат на власт след изборите от 16 февруари 1936 г., на които печелят 268 депутатски места срещу 205 десни. Така втори президент (1936 – 1939 г.) става социалистът Мануел Асаня.
Страната изпада в дълбока криза, след като същата година генерал Франсиско Франко заедно със свои съмишленици извършва военен преврат, поставяйки началото на Испанската гражданска война. Републиканците, които са по-слаби от Бунтовническата фракция във военно отношение и зависят от помощта на въоръжените сили на комунистите и анархистите, губят своята популярност сред правителствата на повечето чуждестранни държави, но получават помощ от други като СССР и Мексико. От своя страна националистите на Франко се ползват с подкрепата на Нацистка Германия, Фашистка Италия и съседна Португалия на Салазар.
Кабинетът на Асаня остава на власт до февруари 1939 г., като контролираната от него част от Испания постепенно намалява. Републиката пада окончателно на 1 април същата година, когато франкистите превземат Мадрид с помощта на т.нар. пета колона. Установява се диктатурата на Франко, просъществувала до неговата смърт през 1975 г.